# Lugalkiginedudu

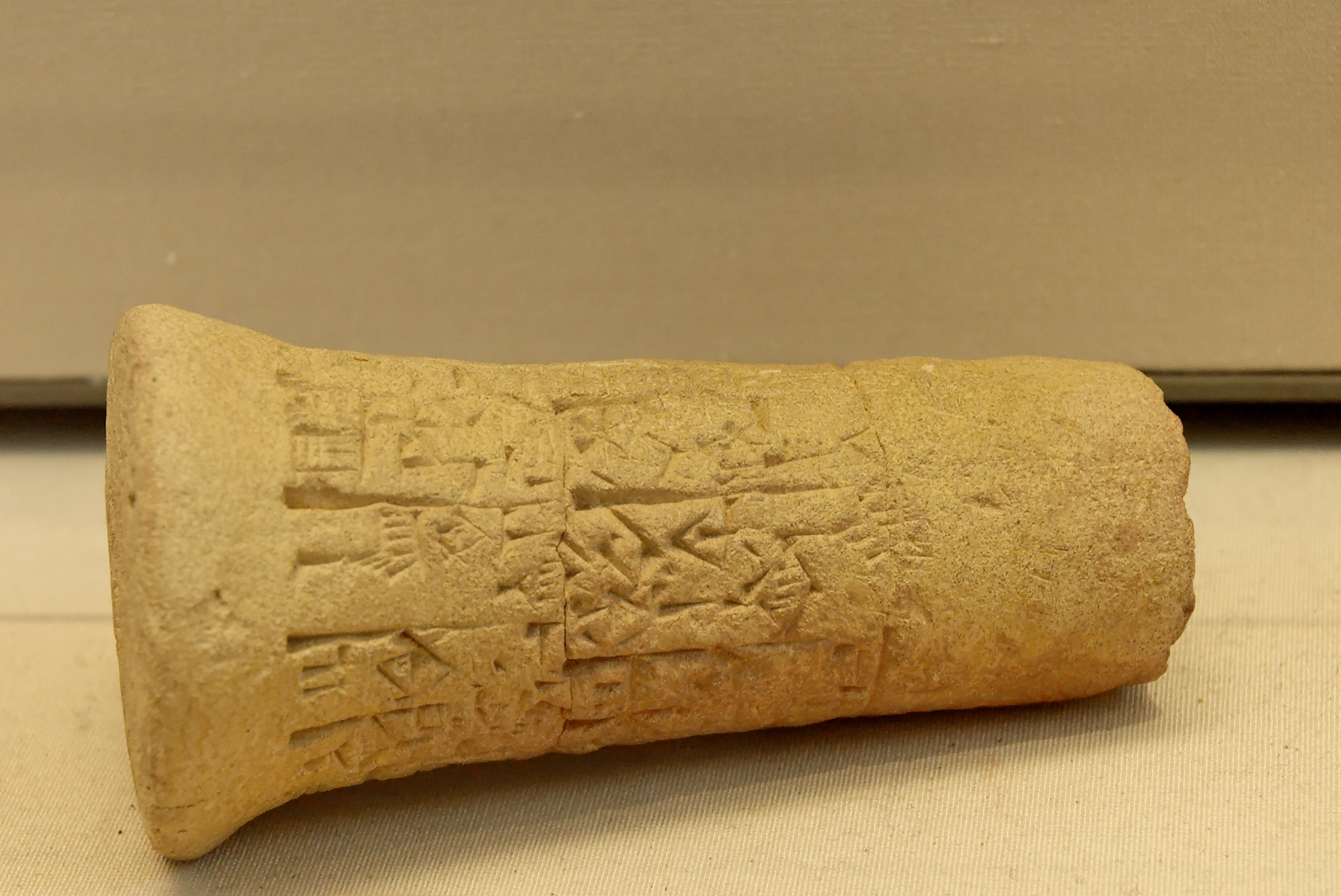
Entemena alapköve a Lugalkigiseduduval kötött testvérségről, a legrégibb ismert diplomáciai „okirat”

Lugalkiginedudu – más névváltozatok szerint Lugalkigisedudu vagy Lugalkinisedudu – i. e. 2410–2390 körül a belháborúktól sújtott Sumerben egyesítette Urt és Urukot. A sumer királylistán a II. uruki dinasztia és az azt követő II. uri dinasztia tagjaként is szerepel, ahogy fia, Lugalkiszalszi is. Valójában tehát ez a két dinasztia legalábbis részben azonos. Lugalkiginedudu a Kis királya (lugal) címet is felvette, az ismert név ez az uralkodói név.
Entemena, Lagas enszije felirata szerint Lugalkiginedudu Uruk enszije volt, akivel ő „testvérséget” fogadott. Lagas és Umma között ekkor ismét háború folyt a földekért. Korábban a lagasi Éannatum átmenetileg megszerezte már a Sumer feletti hatalmat, de a háború kiújult, és ebben a harcban Uruk és Lagas egymás szövetségesei voltak Umma ellen. Az elsőbbség, a Kis királya cím alapján Uruké lehetett, már Éannatum is csak enszinek nevezte magát uralkodása második felében, ahogy Entemena is.